# Добровеличківська волость
Добровеличківська волость (Акацатівська) — історична адміністративно-територіальна одиниця Єлизаветградського повіту Херсонської губернії.
Станом на 1886 рік складалася з 20 поселень, 21 сільської громади. Населення — 3415 осіб (1694 чоловічої статі та 1721 — жіночої), 598 дворове господарство.
|                     | Площа, десятин | У тому числі орної, дес. |
| ------------------- | -------------- | ------------------------ |
| Сільських громад    | 3603           | 3100                     |
| Приватної власності | 13650          | 3427                     |
| Казенної власності  | —              | —                        |
| Іншої власності     | 120            | 60                       |
| Загалом             | 17373          | 6587                     |

Найбільше поселення волості:
- Добровеличківка (Ревуцьке) — містечко при річці Добра за 90 верст від повітового міста, 521 особа, 97 дворів, 2 православні церкви, 2 єврейських молитовних будинки, школа, лікарня, аптека, винний склад, паровий млин, 26 лавок, трактир, 6 постоялих дворів, базари через 2 тижні по неділях.
- Дружелюбівка (Клепацьке) — село при річці Ташлик, 226 осіб, 40 дворів, винний склад.
- Станковітська (Воробйова) — село при річці Сухий Ташлик, 263 особи, 35 дворів, школи.